# مود فاغنر
مود فاغنر (بالإنجليزية: Maud Wagner)‏ هي فنانة وشموم ‏ أمريكية، ولدت في 1 فبراير 1877 في مقاطعة ليون في الولايات المتحدة، وتوفيت في 30 يناير 1961 في لوتون في الولايات المتحدة.